# Zaur Abu Zajd
Zaur Abu Zajd (arab. زور أبو زيد) – wieś w Syrii, w muhafazie Hama. W 2004 roku liczyła 838 mieszkańców.